# Hôtel de Rothelin-Charolais
L'hôtel de Rothelin-Charolais, situé à Paris au no 101 rue de Grenelle, est un hôtel particulier construit vers 1703 pour Philippe d'Orléans, marquis de Rothelin. Il est attribué (de façon discutée) à Pierre Cailleteau dit Lassurance.

## Historique
Construit en 1704 par le marquis de Rothelin, qui agrandit le terrain par l'acquisition de quelques parcelles, mais s'endette et doit vendre cette propriété à un banquier suisse, Antoine Hogguer, l'hôtel est vendu en 1735 au maréchal de camp Thomas Legendre de Collandre. Il est acquis l'année suivante par la princesse de Charolais, Louise-Anne de Bourbon-Condé, qui l'agrémente d'un décor style Louis XV.
En 1758, à la mort de Mademoiselle de Charolais, Louis-François de Bourbon, futur prince de Conti, reçoit l'hôtel en héritage et y réside jusqu'en 1793, date à laquelle un décret place en état d'arrestation tous les membres de l'ex-famille royale.
L'hôtel est ensuite acheté par l'État en 1825, adapté par Jules de Joly et occupé par :
- le ministère de l'Intérieur (1793-1860),
- l'ambassade d'Autriche-Hongrie (1860-1869),
- le siège du Conseil d'État (1872-1876),
- depuis 1876 par différents ministères dont celui de l'Industrie entre 1887 et 1997[4].

L'hôtel fait l'objet d'un classement et d'une inscription simultanée au titre des monuments historiques depuis le 1er décembre 1980.
Durant le quinquennat du président Nicolas Sarkozy (2007-2012), l'hôtel de Rothelin-Charolais abrite le siège du ministère de l'Immigration, de l'Intégration, de l'Identité nationale et du Développement solidaire jusqu'en 2010. Le ministre de l'Immigration Éric Besson y épouse sa compagne, Yasmine Tordjman, le 12 septembre 2010, quelques semaines avant de quitter ses fonctions à l'occasion d'un remaniement ministériel. En 2011, l'hôtel de Rothelin-Charolais devient celui du ministère de la Fonction publique.
Durant le quinquennat du président François Hollande (2012-2017), le cabinet du ministère du Travail y délocalise ses équipes pendant dix-huit mois, à la suite de la rénovation de l'hôtel du Châtelet situé au 127 de la même rue. Entre octobre 2014 et novembre 2016, c'est au tour du tout proche hôtel de Rochechouart d'être rénové, l'hôtel de Rothelin-Charolais accueillant alors le cabinet de la ministre de l'Éducation nationale, de l'Enseignement supérieur et de la Recherche. Il est ensuite[Quand ?] occupé par le ministère de la Fonction publique et le secrétariat d'État à l'Aide aux victimes.
Durant la présidence d'Emmanuel Macron (depuis 2017), il est occupé par le porte-parolat du gouvernement, l'Observatoire de la laïcité (dissout en 2021) et plusieurs services du Premier ministre. Durant les travaux de l'hôtel de Clermont, il est aussi occupé par le secrétariat d'État aux Relations avec le Parlement. En 2020, la ministre de la Transformation et de la Fonction publiques s'y installe. La secrétaire d'État chargée de l'Enfance, Charlotte Caubel, y a également son cabinet. En 2024, il est occupé par le ministre de la Transformation et de la Fonction publique, Stanislas Guerini. La ministre déléguée auprès du Premier ministre, chargée du Renouveau démocratique, porte-parole du Gouvernement, Prisca Thevenot, s'y installe également,, l'hôtel de Castries étant en rénovation. Sous le gouvernement Barnier, le lieu est toujours occupé par le ministère chargé de la Fonction publique, dont l'intitulé est alors « ministère de Fonction publique, de la Simplification et de la Transformation de l’action publique » et par le porte-parolat du Gouvernement.
Au cours de l'« acte VIII » du mouvement des Gilets jaunes le 5 janvier 2019, un groupe de manifestants défonce le portail de l'hôtel à l'aide d'un engin de chantier et vandalise trois voitures dans la cour, ce qui conduit à l'évacuation du secrétaire d'État Benjamin Griveaux de son bureau vers l'hôtel de Matignon, situé à 300 mètres de là,.

## Galerie

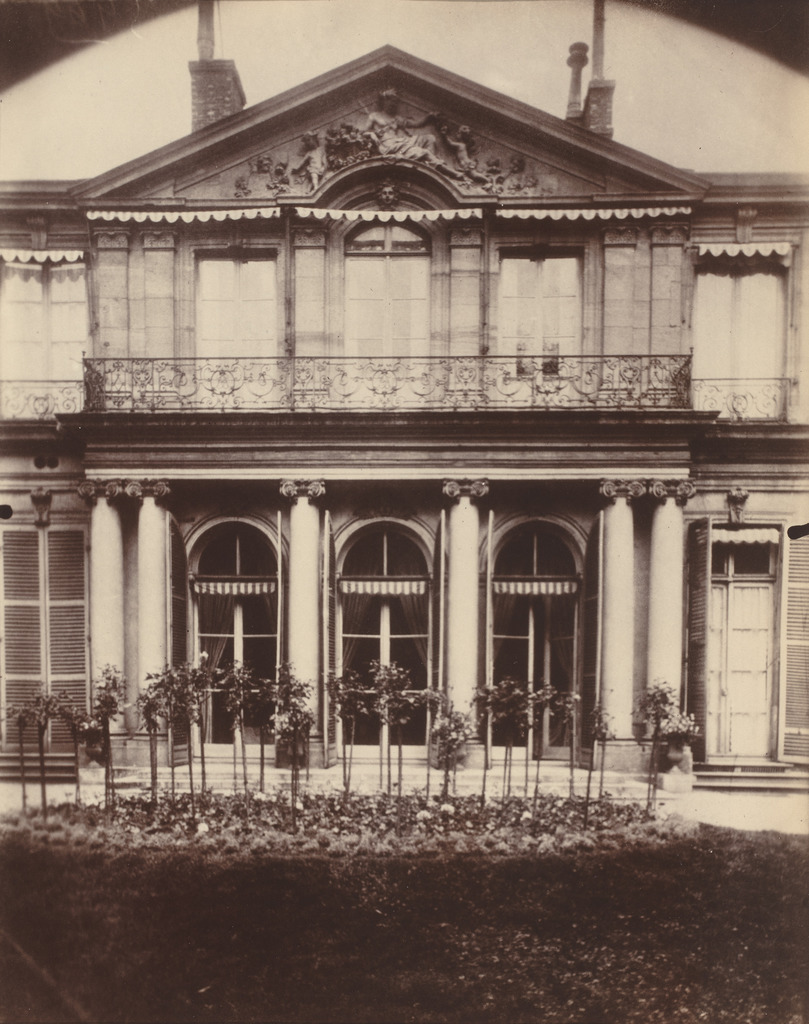
Façade sur jardin dans les années 1900[17].
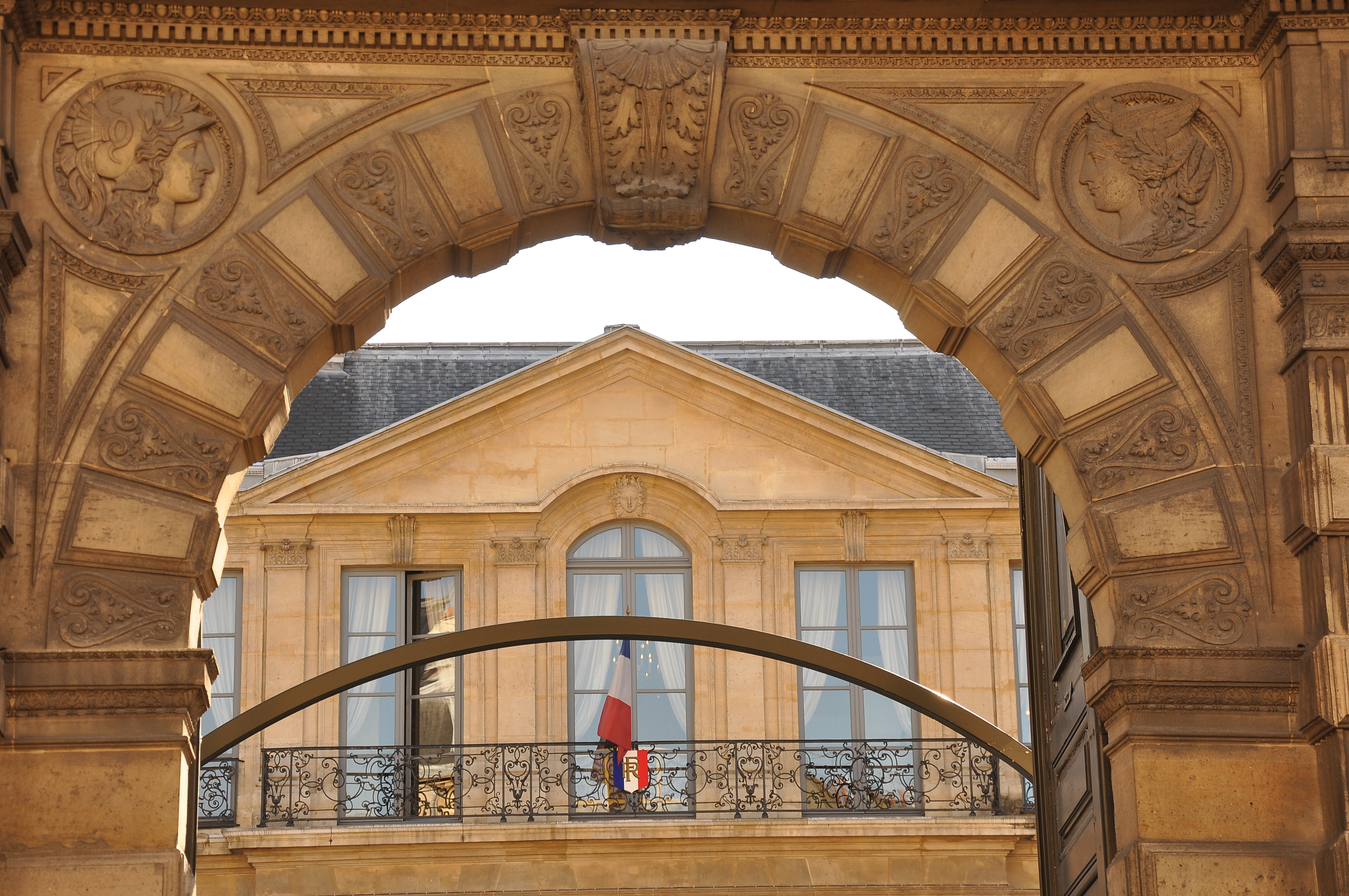
Façade sur la rue de Grenelle.
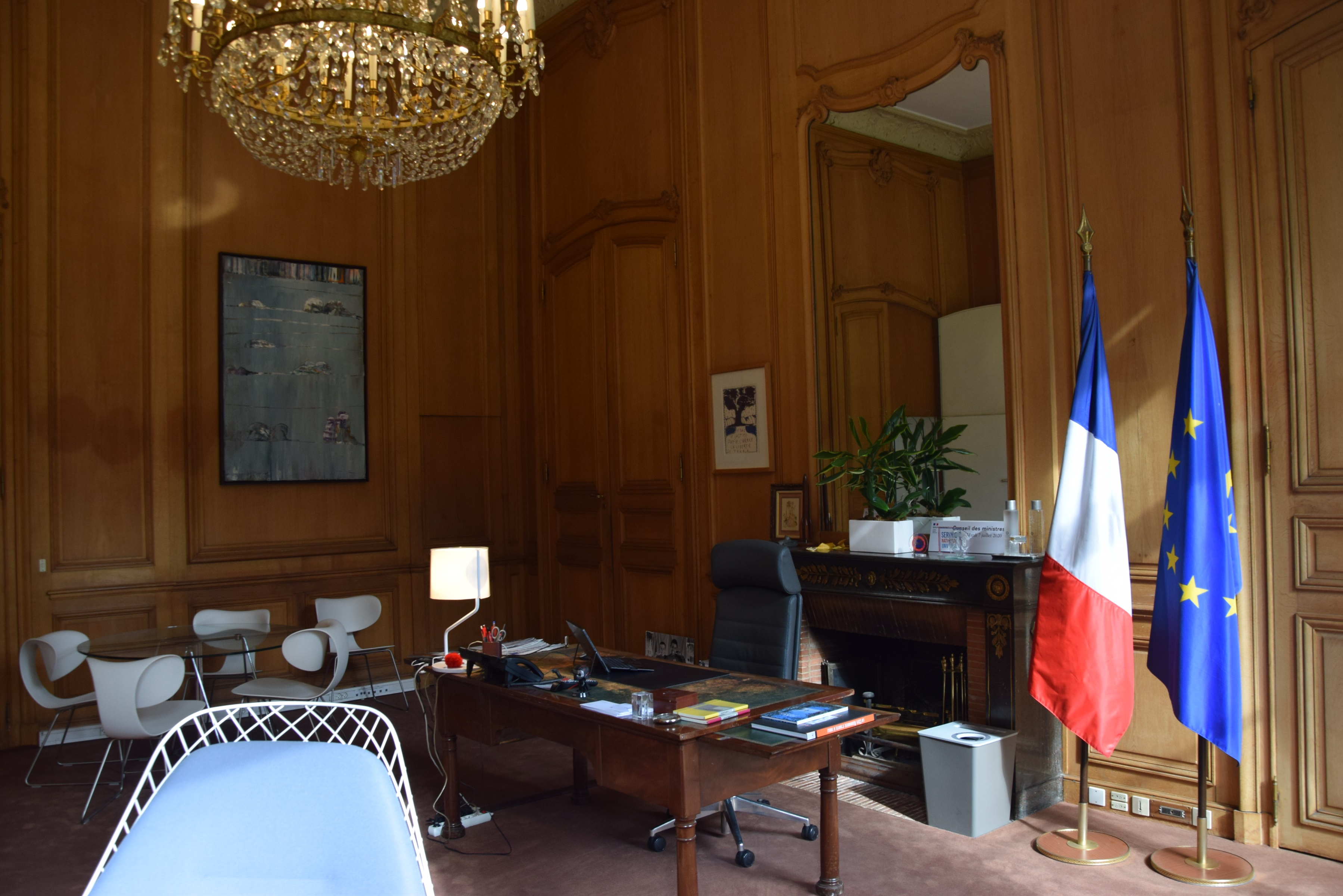
Chambre à couche du marquis de Rothelin, bureau pour le porte parole du Gouvernement en 2020[4].
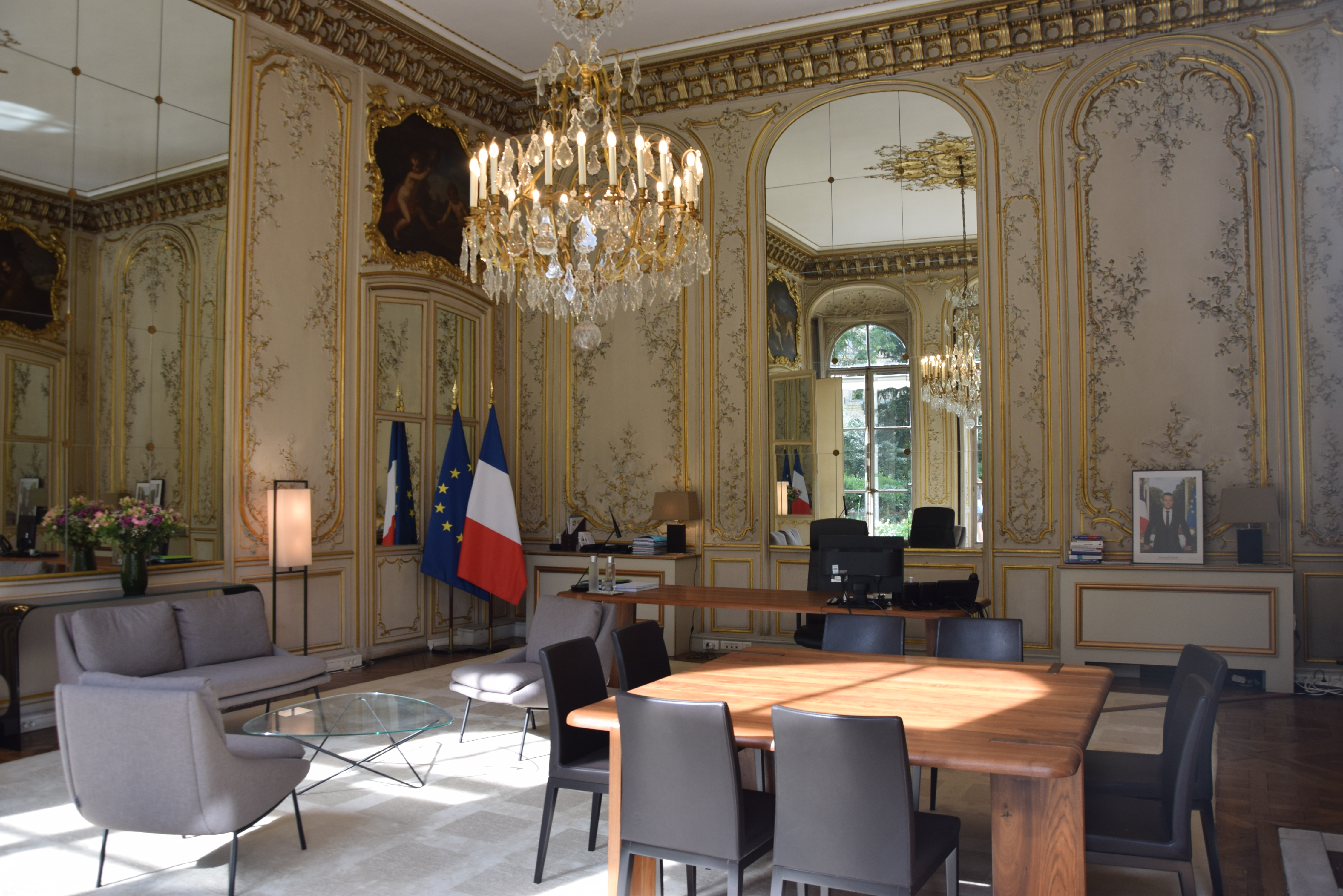
Grand Salon, bureau pour la ministre de la Transformation et de la Fonction publiques en 2020[4].
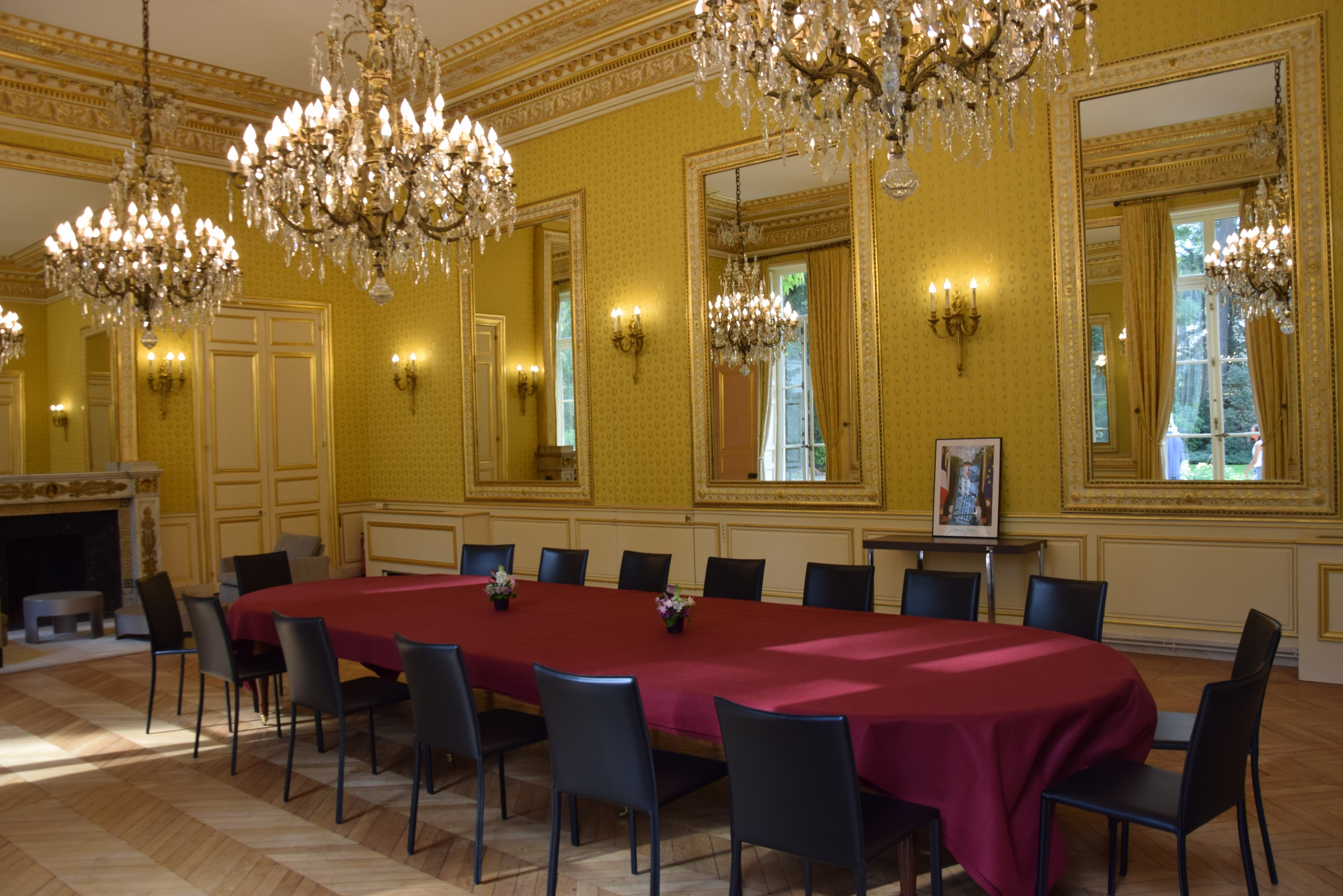
Salon jaune.